# Petra Janů
Petra Janů (Prága, 1952. november 19.–) cseh énekesnő, színésznő.

## Lemezei
- 1978 Motorest
- 1980 Exploduj
- 1982 Já & My
- 1984 Ročník 50
- 1985 12 Famous Awarded Movie Songs
- 1985 Jedeme dál
- 1986 Už nejsem volná
- 1986 O vánocích / Říkej mi...
- 1988 S láskou...
- 1988 Lovin
- 1989 Petra ’88 live
- 1990 Petra 11
- 1992 To je ta chvíle
- 1993 Petra Janů zpívá Gershwina
- 1994 Všechno nejlepší (válogatás)
- 1996 Jedeme dál
- 1997 Album
- 2000 Jedeme dál II
- 2001 Motorest / Exploduj
- 2004 Jsem jaká jsem (válogatás)
- 2009 Vzpomínky
- 2009 Kouzlo
- 2012 Má pouť-Zlatá kolekce (3 CD)

## Filmszerepei
- 1980 Koncert
- 1986 Můj hříšný muž
- 1992 Nejen vzpomínky
- 1997 Červená hodina zpěvu

## Fordítás
- Ez a szócikk részben vagy egészben a Petra Janů című cseh Wikipédia-szócikk fordításán alapul.  Az eredeti cikk szerkesztőit annak laptörténete sorolja fel. Ez a jelzés csupán a megfogalmazás eredetét és a szerzői jogokat jelzi, nem szolgál a cikkben szereplő információk forrásmegjelöléseként.